# Фикъх
Фикъх (на арабски: فقه) е ислямска правна доктрина. Подобно на юриспруденцията в западното общество, фикъх покрива всички аспекти на религиозния, политическия и гражданския живот.
Докато мюсюлманите смятат, че шериатът е божествен закон, както е разкрит в Корана и Сунната (изказванията и практиките на пророка Мухаммед), фикъхът е човешкото разбиране на шериата
Фикъхът се занимава със спазването на ритуалите (ибадет), моралното и социалното законодателство в исляма.

## Етимология
Думата фикъх е арабски термин, който означава „дълбоко разбиране“ или „пълно разбиране“. На литературен арабски език фикъх означава юриспруденция като цяло - ислямска или секуларна. Според Васил Гюзелев факих е лице - законодател или тълкувател на шериатските закони.